# آنا سيمون
آنا سيمون (بالإسبانية: Anna Simon Marí)‏ هي صحفية ومقدمة تلفزيونية إسبانية، ولدت في 9 أغسطس 1982 في موليت ديل فاليس في إسبانيا.

## وصلات خارجية
- آنا سيمون على موقع IMDb (الإنجليزية)
- آنا سيمون على موقع قاعدة بيانات الفيلم (الإنجليزية)